# Noticiana
Noticiana là một giống cừu bản địa trong nước của các bộ phận nội địa của tỉnh Syracuse, nằm ở phía đông nam Sicily, Ý. Tên của giống cừu này bắt nguồn từ thành phố và thị trấn Noto. Giống cừu này được nuôi dưỡng ở tỉnh Syracuse và các vùng lân cận của tỉnh Ragusa. Nó là một giống cừu thuộc miền Nam Địa Trung Hải, và là một giống cừu xuất phát (phái sinh) từ giống cừu Comisana cũng của Ý.
Giống cừu Noticiana là một trong bốn mươi hai giống cừu địa phương tự nhiên của Ý được phân bố hạn chế. Một cuốn sách thống kê cá thể giống này được lưu giữ bởi Associazione Nazionale della Pastorizia, hiệp hội chăn nuôi cừu quốc gia Ý. Tuy nhiên, cuốn sách này dường như bị bỏ trống và không có cá thể nào của giống này được báo cáo trong nhiều năm. Số lượng và tình trạng bảo tồn của giống này còn chưa được biết rõ.
Năng suất cho sữa của giống cừu Noticiana trung bình là 35 lít trong 100 ngày đối với cừu cái sinh lần đầu, và 80 lít trong 200 ngày đối với cừu cái trong các lần sinh sau. Số lượng sữa cho có thể vượt quá 500 l. Thành phần sữa giống này có 6,5% chất béo và 5,2% protein. Sữa được sử dụng để làm pho mát trong vùng của khu vực Val di Noto, pecorino và ricotta, với hai thể loại pho mát tươi và cay.